# Nick Fraser

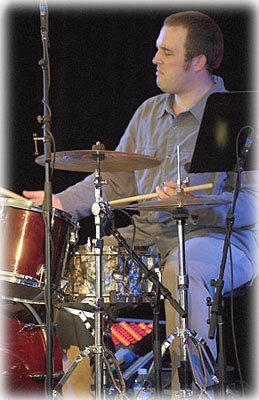
Nick Fraser (2008)

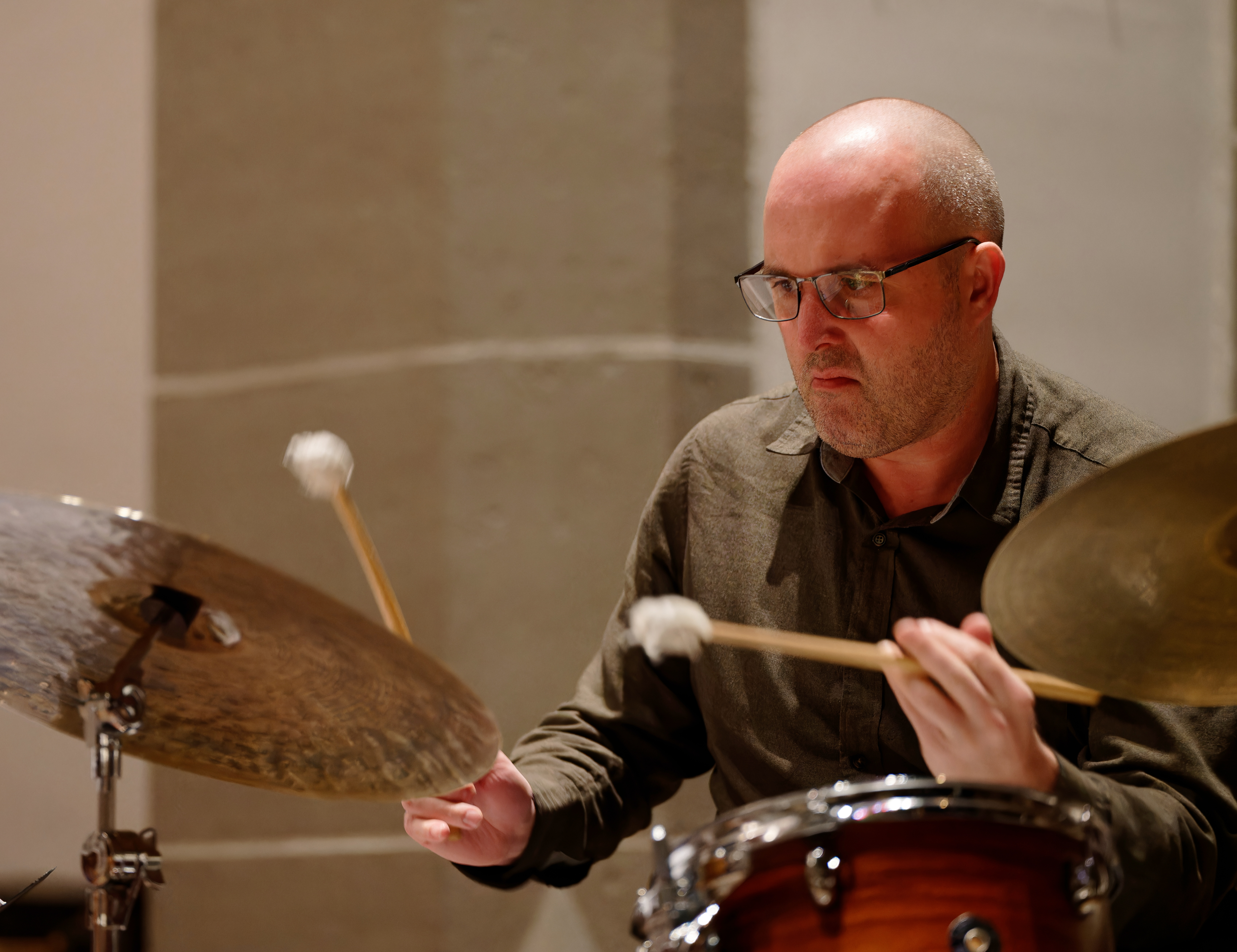
Nick Fraser mit dem Florian Höfner Trio in der Stadtkirche Darmstadt am 1. Dezember 2023

Nick Fraser (* 3. April 1976 in Toronto) ist ein kanadischer Jazz- und Improvisationsmusiker (Schlagzeug, Komposition).

## Leben und Wirken
Fraser, zu dessen Vorbildern Joey Baron und Jack DeJohnette ebenso wie Gerry Hemingway und Tony Oxley gehören, zog 1995 von seiner Heimatstadt Ottawa nach Toronto, wo er bis heute lebt. Bald spielte er in der Rhythmusgruppe in den Jam-Sessions beim Ottawa International Jazz Festival.
Fraser war der Leiter bzw. Ko-leiter der Gruppen Drumheller und This Moment, mit denen Aufnahmen entstanden. Sein eigenes Quartett (mit Tony Malaby sowie Rob Clutton am Bass und Andrew Downing am Cello) hat 2013 ein erstes Album Towns and Villages und 2018 das Album Is Life Long? bei Clean Feed Records veröffentlicht. Mit Malaby und der Pianistin Kris Davis bildete er ein kollaboratives Trio (Two Many Continents 2015). Weiterhin ist er Ko-Leiter eines weiteren musikalisch breit gefächerten Trios, Ugly Beauties, mit der Pianistin Marilyn Lerner und dem Cellisten Matt Brubeck. Mit François Houle, Nicola Fazzini und Alessandro Fedrigo bildete er die Gruppe ITACA. Des Weiteren war er am Debütalbum von Jessica Ackerley beteiligt.
Fraser ist ein Gründungsmitglied der Association of Improvising Musicians of Toronto. Er ist mit John Oswald, Mike Murley, P. J. Perry, Michael Snow, Phil Dwyer, Anthony Braxton und Béla Fleck aufgetreten. Weiterhin ist er seit 2006 in den Bands von Trompeterin Lina Allemano tätig, zu hören in Vegetables (2021), Titanium Riot und Pipe Dream (2023) tätig. Mit Peripheral Vision, einem Quartett unter der Leitung des Gitarristen Don Scott und des Bassisten Michael Herring, legte er das Album Sheer Tyranny of Will (2014) vor. Ferner ist er auf dem Album First Spring von Florian Höfner zu hören.

## Diskographische Hinweise
- Owls In Daylight (1997)
- This Moment Beautiful Line (2001, mit Ronda Rindone, Rob Clutton)
- Drumheller Wives (2006, mit Doug Tielli, Brodie West, Eric Chenau, Rob Clutton)
- John Geggie, Marilyn Crispell, Nick Fraser Geggie Project (2008)
- Nick Fraser Quartet feat. Tony Malaby: Towns and Villages (2018), mit Andrew Downing, Rob Clutton
- Nick Fraser / Kris Davis / Tony Malaby Zoning (Astral Spirits, 2019)
- John Kameel Farah & Nick Fraser: Farahser (2024)